# Alfred Thayer Mahan
Alfred Thayer Mahan, född 27 september 1840 i West Point, död 1 december 1914 i Washington, D.C., var en amerikansk sjömilitär och författare.

## Karriär
Mahan blev officer i USA:s flotta 1861, kommendör 1885, och 1896 fick han avsked ur aktiv tjänst - år 1906 blev han konteramiral i reserven.
Mahan deltog i amerikanska inbördeskriget och var under 1880-talet lärare och 1892-93 chef för sjökrigshögskolan. Under spansk-amerikanska kriget 1898 tjänstgjorde han som strategisk rådgivare i högkvarteret. 1899 blev han ledamot av fredskonferensen i Haag.

## Teori
Mahan var en framstående författare på det sjömilitära och politiska området, och hans teori om sambandet mellan sjömakt och nationell makt väckte uppmärksamhet inom alla länders mariner. Historiskt sett fann Mahan att makten till sjöss hade varit nyckeln till ett lands styrka. Men herraväldet till sjöss förutsatte i sin tur tillgång till avlägsna flottbaser. Mahan hävdade att Amerika för sin nationella styrka var beroende av en stark flotta som hade tillgång till baser i Karibiska havet och Stilla havet. Mahans argument fick större inverkan på Englands och Tysklands flottrustningar än på Amerikas, men de hade också sin verkan på en utökad amerikansk flotta.
1898 fick Theodore Roosevelt möjlighet att göra något åt Mahans krav på flottbaser i och med kriget med Spanien.

### På svenska
- Sjömaktens inflytande på historien, 1660-1783. – Stockholm, Militärlitteratur-Föreningens förlag N:o 80, 1900

### På engelska
- The Gulf and Inland Waters (The Navy in the Civil War, Band III). – New York: Charles Scribner's Sons, 1883 online (PDF)
- The Influence of Sea Power upon History, 1660-1783. – New York: Little, Brown & Co, 1890 online (Neuausgabe der 5. Auflage von 1894: Dover Publications, 1987. – ISBN 0-486-25509-3)
- The Influence of Sea Power upon the French Revolution and Empire, 1793–1812. – Boston: Little, Brown & Co, 1892
- Admiral Farragut. – New York, D. Appleton, 1892 online
- The Interest of America in Sea Power, Present and Future. – Boston: Little, Brown & Co, 1897 online (reprint Port Washington, N.Y.: Kennikat Press, 1970)
- From Sail to Steam : Recollections of Naval Life. – New York: Harper and Brothers, 1907